# 張崇哲
張崇哲（1961年4月—），中華民國外交官。畢業於東吳大學政治學系學士、淡江大學歐洲研究所碩士。曾任觀光局約聘研究員、外交部非洲司技術合作科長、駐葡萄牙臺北經濟文化中心簡任秘書、駐聖多美普林西比大使館參事／公使銜參事、駐聖保羅臺北經濟文化辦事處總領事銜處長、駐巴西臺北經濟文化辦事處大使銜代表、駐葡萄牙臺北經濟文化中心公使銜代表等職務。並曾擔任總統府、行政院、立法院的葡萄牙語傳譯。

## 職業生涯

### 駐聖多美普林西比
在中華民國與聖多美普林西比於1997年建交後，張崇哲就參與大使館的開館事宜，此後更多次派駐聖多美普林西比，前後約14年，小女兒也是由駐聖普醫療團接生。回到外交部非洲司後，繼續主管聖普業務，其中總統陳水扁訪問聖普時承諾協助的「聖多美普林西比疟疾防治計畫」亦是重點工作。在聖多美普林西比總統梅尼士數次訪台期間，還擔任陳水扁的葡萄牙語傳譯。
2016年12月20日，聖多美普林西比總理陀沃達約見代理駐聖普大使館務的公使銜參事張崇哲，表示內閣經過商議，認為中華民國政府援款不足以解決聖普的財政困境，為了國家發展，擬另尋其他援助途徑。張崇哲詢問，聖普是否已與中華人民共和國談妥復交條件，陀沃達表示經過評估「願意承擔與中華人民共和國復交的可能風險。」張崇哲當日前往聖普外交部會見部長烏必諾，確認聖普內閣會議將發布新聞稿，宣布承認「一个中国」是由中華人民共和國代表的原則，並決議終止與中華民國的外交關係。21日，聖多美普林西比與中華民國斷交。當時人在台灣的駐聖普大使何建功原本要搭機返回聖普處理撤館事宜，但為了維護中華民國尊嚴，同時向聖普抗議，外交部訓令何建功不需要返回聖普，撤館事宜由駐聖普公使銜參事張崇哲全權處理。張崇哲事後表示，斷交當日有聖普民眾前往大使館哭泣，不僅要面臨斷交撤館的問題，還要設法安慰這些民眾。而台灣在2003年成立的瘧疾防治計畫小組顧問團，協助聖普進行病媒蚊防治與噴藥等工作，在斷交前已成功讓瘧疾罹患率從50%降到3%，联合国的公共卫生專家到聖普訪問時，都會拜訪中華民國大使館，但斷交後，顧問團與醫療團撤出，聖普的瘧疾疫情又轉趨嚴重。張崇哲說道，依原本進度，只要「再給我們3、5年，就可以完全撲滅瘧疾了。」「政治人物做決策，卻是由老百姓付出代價。」

### 駐巴西
2020年5月13日，對於2019冠状病毒病疫情在全球擴散，駐聖保羅辦事處長張崇哲與巴西臺灣僑社愛心援助委員會在巴拉圭駐聖保羅總領事館捐贈防疫物資，由巴拉圭駐聖保羅總領事Luis Fernando Ávalos代表接受。7月14日，駐巴西代表張崇哲與马瑙斯衛生局長瑪高迪（Marcelo Magaldi）舉行視訊會議，代表政府捐贈10萬片醫療口罩，協助對抗疫情。
2021年4月9日，駐巴西代表張崇哲與美國駐巴西大使柴普曼會面。